# Un film mai puțin vesel, mai mult trist, poetic și sfătos
Un film mai puțin vesel, mai mult trist, poetic și sfătos este un film românesc din 2016 regizat de Cornel Mihalache. Rolurile principale au fost interpretate de actorii Pătru Godja Pupăză.

## Distribuție
Distribuția filmului este alcătuită din:
- Pătru Godja Pupăză
- Ioana Pupăză